# Friedrich Dillges
Friedrich Dillges (* 5. September 1852 in Berlin; † 5. September 1912 ebenda) war ein deutscher Gutsbesitzer und Kommunalpolitiker, der in der Gemeinde Lankwitz wirkte (heute Ortsteil des Berliner Bezirks Steglitz-Zehlendorf).

## Leben
Von 1884 bis 1888 war Dillges Gemeindevertreter von Lankwitz. In den Jahren 1888 bis 1895 war er Schöffe und von 1895 bis 1908 ehrenamtlicher Gemeindevorsteher von Lankwitz. Lankwitz war zu der Zeit Teil des Amtsbezirks Mariendorf im Landkreis Teltow (1874–1908). Am 1. April 1908 übernahm sein Nachfolger Rudolf Beyendorff das Amt und wurde erster hauptamtlicher Gemeindevorsteher sowie Bürgermeister des nunmehr eigenständigen Amtsbezirks Lankwitz. Dillges wirkte bis zu seinem Ableben als Gemeindeverordneter und Schöffe.
Während seiner Amtszeit als Gemeindevorsteher wurde unter anderem 1897/1898 die elektrische Straßenbeleuchtung eingerichtet, 1900 der Straßenbahnverkehr in der Kaiser-Wilhelm-Straße eröffnet und 1907 mit den Arbeiten an der Schmutzwasserkanalisation begonnen. Er förderte das Realgymnasium Lankwitz (in der Lankwitzer Bombennacht 23./24. August 1943 zerstört), die Freiwillige Feuerwehr (ab 1903 Übernahme der Kosten durch die Gemeinde; 1905 Anschaffung einer mechanischen Leiter sowie Errichtung eines Übungsturms) sowie den Bau der beiden Volksschulen und der Dreifaltigkeitskirche. Dillges stellte die erste Gemeindekrankenschwester ein.
Sein Wirken wurde am 15. Dezember 1911 mit der Benennung der Dillgesstraße gewürdigt.
Dillges verstarb am 5. September 1912, seinem 60. Geburtstag. Er wurde im Familiengrab auf dem ehemaligen Friedhof Lankwitz (evangelisch) in der Friedenstraße – heute Langkofelweg – beigesetzt. Der Friedhof wurde in den frühen 1980er Jahren eingeebnet.